# Гродненский губернский статистический комитет
Гродненский губернский статистический комитет ― научно-административное учреждение Российской империи, орган государственной (правительственной) статистики в Гродненской губернии (1835―1918).

## История создания
В декабре 1834 года при Совете Министерства внутренних дел Российской империи учреждается Статистическое отделение, и Сенатом указывается открыть подведомственные ему статистические комитеты в губерниях. Гродненский губернский статистический комитет открыт 27 июля 1835 года. Находился в ведении статистического комитета МВД (до 1852), статистического отдела МВД (1852―1857), Центрального статистического комитета МВД (с 1857). Предназначался для сбора и обработки местных статистических материалов. Первым председателем Комитета стал гродненский гражданский губернатор Н. Х. Коптев. Комитет состоял из непременных членов (по должности, по назначению и по избранию) и членов-корреспондентов. Секретарь комитета занимал единственную штатную должность. В «непременные» члены комитета входили губернский вице-губернатор, губернский предводитель дворянства, управляющий казённой палатой, управляющие Дворянским и Крестьянским поземельными банками, городской голова, директор народных училищ, врачебный инспектор, член Министерства путей сообщения, уездный предводитель дворянства, член от консистории. Декретом СНК РСФСР № 67 от 15 сентября 1918 года губернские статистические комитеты упразднены. В 1944 году образовано статистическое управление Гродненской области (ныне главное статистическое управление Гродненской области).

## Деятельность Статистического комитета
В обязанность Гродненского губернского статистического комитета входило составление в определённые сроки различных статистических таблиц для нужд Центрального статистического комитета, а также для отчётов губернатора в вышестоящие органы. В документальных фондах Комитета имеются статистические сведения (ведомости, списки) по самому широкому кругу вопросов, касающихся населения, сельского хозяйства, промышленности, торговли, просвещения, имущественного и земельного состояния крестьянства, церковных земель, губернских памятников истории и культуры. Статистика охватывала практически все сферы жизни губернии. Документы чаще всего носят статистический, иногда описательный характер.
Наряду с обязательными работами, Комитет собирал данные по запросам различных учреждений. Так. В 1873 году собирались сведения о курганах и городищах по программе Д. Я. Самоквасова. В 1886 году Академия художеств попросила собрать сведения о сохранившихся в Гродненской губернии памятниках искусства. В 1888 году по просьбе Московского археологического общества, для археологических карт были собраны сведения о курганах, городищах и земляных валах.
В работе Комитета участвовала местная интеллигенция ― чиновники, учителя, священники, ― присылавшие историко-краеведческие материалы. Уже в 1837 году при Комитете открыта «Выставка произведений Гродненской губернии». К 1870-м выставка стала музеем, имевшим отделы: этнографический, промышленный, зоологический, минералогический.
На основании материалов Комитета издавались «Памятные книжки Гродненской губернии», «Обзоры Гродненской губернии». «Памятные книжки» состояли из трёх отделов: исторический. Статистический и адрес-календарь. Позже структура изменилась, стала более расширенной: календарные сведения, личный состав правительственных и общественных учреждений, статистический обзор Гродненской губернии за предшествующий год и справочные сведения. По части истории публиковались «Материалы для истории древних православных церквей в Гродно», «Очерк внутренней и внешней торговли древней Литвы», «Иезуиты в Литве», «Униатские церковные братства», «Каменная башня в местечке Каменец-Литовский» «Очерк домашней жизни и нравов высших сословий в Литве в XVI и XVII столетий» и др.